# Wohn- und Wirtschaftsgebäude Butteldorf 33
Das Wohn- und Wirtschaftsgebäude Butteldorf 33 im niedersächsischen Elsfleth-Butteldorf im Landkreis Wesermarsch stammt vom Ende des 19. Jahrhunderts.

Aktuell (2023) wird es als Wohnhaus genutzt.
Das Gebäude steht unter Denkmalschutz (siehe auch Liste der Baudenkmale in Butteldorf).

## Beschreibung und Geschichte
Die Marschhufensiedlung Moorriem mit der südwestlichen Bauerschaft Butteldorf erstreckt sich über etwa 16 Kilometer, wurde nach 1062 gegründet und erhielt im 14. Jahrhundert die heutige Struktur mit den schmalen, oft extrem langgestreckten Parzellen. Im Abstand von ca. 50 bis 100 Metern liegen zahlreiche Hofstellen auf Wurten.
Das eingeschossige giebelständige Wohn- und Wirtschaftsgebäude auf einer Wurt als Zweiständer-Hallenhaus in Backstein, mit reetgedecktem Krüppelwalmdach, Niedersachsengiebeln mit Uhlenloch und der Grooten Door sowie Rahmungen der Bögen und ansteigendem stilisierten Konsolfries am Giebel stammt von um 1900.
Ein südlicher traufständiger Stallanbau am Wirtschaftsgiebel, in Backstein und mit Krüppelwalmdach, stammt aus derselben Zeit.
Das Landesdenkmalamt befand: „… geschichtliche und städtebauliche Bedeutung … Die Hofstellen Butteldorf 31–33 und Huntorf 1–13 zeigen beispielhaft die Siedlungsstruktur und -geschichte von Moorriem. Mit dem historischen Baubestand des 18. und 19. Jahrhunderts zeigen sich die baugeschichtliche Entwicklung und regionale Ausprägung des Hallenhauses. …“